# La Madone de Bentalha

La Madone de Bentalha, surnommée aussi à l'époque de sa parution la Pietà algérienne ou la Madone algérienne, est une photo prise le 23 septembre 1997 par Hocine Zaourar à l'hôpital de Zmirli, près d'Alger. Cette photo met en scène une femme endeuillée et foudroyée par la douleur après le massacre de sa famille par les membres du Groupe islamique armé (GIA) à Benthala, à 15 km au sud d'Alger, dans la nuit du 22 au 23 septembre 1997. Ce massacre s'est déroulé en pleine guerre civile algérienne et a fait près de 200 victimes. Le thème, le cadrage, les voiles et les drapés, les couleurs, la lumière, évoquent immédiatement pour le regard occidental l’iconographie chrétienne de la douleur de la Vierge lors de la scène de la Déploration.

## Origine de la photo
Hocine Zaourar est photographe en Algérie pour le compte de l'AFP. Le lendemain du massacre de Bentalha, il écume les hôpitaux de la région à la recherche des victimes afin de rendre compte de la cruauté du drame. Il réalise notamment, à l'entrée de l'hôpital de Zmirli, trois photos d'une femme saisie par une vive douleur, clichés qu'il envoie aussitôt à l'AFP. Le jour suivant, l'une de ces images est à la une de plus d'une centaine de quotidiens et est titrée la Madone.

## Une icône du photojournalisme
L'impact sur l'opinion publique est immédiat et mondial. Cette photographie devient un symbole de la tragédie algérienne et fait la une de 755 journaux. Elle remporte le World Press Photo de 1997, récompense suprême de la photographie. En Algérie, l'accueil réservé au cliché est différent, Hocine Zaourar, accusé de ternir l'image du pays, est la cible d'une campagne de dénigrement de la part du monde politique et médiatique, notamment en raison de la légende accompagnant la photo et qui explique que la femme a perdu ses huit enfants, ce qui s'est par la suite révélé faux.